# Cosmosociología
Cosmosociología es una disciplina que se enfoca en comprender las leyes del universo aplicadas a los seres humanos y sus relaciones sociales. El término viene del griego «κόσμος» [kósmos], ‘orden’, el latín «socius», ‘compañero’, ‘aliado’, y del griego «λóγος» [logos], ‘palabra’, ‘inteligencia creadora’. La cosmosociología estudia los patrones de orden que existen en la naturaleza y las leyes naturales que rigen sobre todo lo que sucede en el universo, incluidas las situaciones cotidianas de la vida humana.
Para dicho propósito se vale de diversos modelos teóricos, filosóficos y prácticos, para lograr una comprensión integral y holística de la interrelación del cosmos y los seres humanos. Sin embargo, la cosmosociología no es meramente un modelo filosófico o teórico sino una disciplina que apunta a llevar a la práctica el entendimiento de cómo funciona el universo para desarrollar y aplicar métodos, sistemas y acciones que logren resultados concretos en la vida de las personas.

## Campos de estudio
El principal tema de estudio de la cosmosociología son las leyes del universo y los patrones de orden cósmico que se repiten tanto en la vida de los seres humanos como en la naturaleza en general. La cosmosociología procura comprender el funcionamiento del universo, desde sus escalas más pequeñas (como las partículas subatómicas) hasta las más grandes (como los sistemas estelares), decodificando el orden y patrones comunes en todas partes.
Considera que el ser humano no solo está en el universo, sino que primordialmente es parte del universo y, por ende, las mismas leyes que hacen funcionar la naturaleza se aplican también a los hechos cotidianos de cada persona. Plantea que, al ser el universo el sistema más eficiente y de óptimo funcionamiento, conocer sus patrones y leyes de organización y aplicarlos conscientemente a nuestra propia organización social es la forma más eficiente de evolucionar y lograr nuestros propósitos en común.

### El orden y leyes del universo
Al ser una disciplina que integra a muchas otras, aborda el orden del universo y sus leyes desde diversas perspectivas científicas, filosóficas, teológicas y mitológicas. A la vez procura entender paralelismos y correspondencias en la manera de interpretar y vivir el orden cósmico en diferentes épocas, culturas y paradigmas.
Por ello en la cosmosociología se estudian las leyes de la física, biología, sistémica y los principios herméticos, entre otros. Dichas leyes, a pesar de poseer nombres diferentes, en esencia describen los mismos patrones de funcionamiento universal. Un factor diferencial del abordaje cosmosociológico es que -a diferencia de otras disciplinas que estudian esas leyes aplicadas a un área específica- procura comprender las implicancias de dichas leyes en todos los ámbitos de la vida.

### Los pasos de creación
Uno de los propósitos del abordaje cosmosociológico es aprovechar el funcionamiento del universo aplicado a cada persona y sus relaciones para lograr los propósitos propios y mejorar la calidad de vida. Es por ello que en la práctica cosmosociológica se desarrollan y utilizan metodologías aplicables que ayuden a entender las dinámicas cósmicas en la práctica.
Uno de sus métodos más conocidos son los 4 pasos de creación. Los mismos surgieron a través de procesos de modelado en los cuales el investigador elige a una persona que considera excelente en el desarrollo de una determinada actividad y la toma como modelo. A continuación observa y evalúa cuáles son los pasos que dicho modelo sigue para lograr sus propósitos de forma eficiente y efectiva. El modelado se enfoca en «identificar los procesos internos que usa una persona de éxito con respecto a una conducta determinada». Este método nos «da la clave sobre cómo es posible que la persona (modelo) haga lo que acostumbra. También el método lo guiará por el camino de instalar dicha conducta».
A través del modelado de personajes ilustres -históricos y contemporáneos- Khalil Bascary postuló la existencia de 4 pasos universales que todas las personas recorren para lograr sus propósitos. Dicho método tiene en sí implicados los principios herméticos, principios sistémicos y fundamentos científicos que demuestran ser una secuencia natural y fundamental en el proceso de creación de la realidad.

### Diagramas y mapas
Otra de las áreas de estudio y herramientas metodológicas de la cosmosociología son los modelos visuales que diversas culturas y ciencias han desarrollado para representar el orden del universo y su funcionamiento. Algunos de los más estudiados y utilizados actualmente son las matrices de 4 cuadrantes, el modelo de los niveles lógicos de experiencia, la flor de la vida, el tubo toroide y la estrella tetraédrica.

## Campos de aplicación
Al tratar leyes universales, los campos de aplicación de cosmosociología son potencialmente ilimitados, siendo factible su entendimiento e implementación en cualquier situación de la vida de una persona al igual que en áreas de la organización social como la política, la economía y la educación.
Además, al procurar un abordaje holístico de cada situación, la cosmosociología puede ser aplicada a otras disciplinas como la sociología, antropología, psicología, etc., ayudando a enriquecer sus comprensiones de diversos fenómenos. A su vez, siendo un paradigma inclusivo logra conectar modelos de diversas artes, ciencias, religiones y mitologías, generando respuestas innovadoras desde un enfoque multidisciplinario.

## Historia
La primera referencia histórica a la cosmosociología fue publicada en Roma (agosto de 1967) y se encuentra en la descripción del antiguo rito de iniciación al grado de Caballero Kadosh (santo, sagrado) con origen en la Orden Templaria, que en las logias escocesas representa el grado más alto de maestría. En tal acto se describen los escalones de la escalera misteriosa que une el cielo a la tierra, siendo cada escalón un nivel de la evolución del conocimiento universal.
El primer escalón de la serie ascendente porta la palabra Matemática,
vale decir, el estudio de los fenómenos que son al mismo tiempo los más
simples y generosos: aquellos que se refieren a la dimensión (Geometría), al
número (Cálculo) y las fuerzas, tanto las que están en actividad como en
reposo (Mecánica).
El segundo escalón está consagrado a la Astronomía, estudio de los
cuerpos celestes, que presupone el conocimiento de la Matemática.
El tercero se refiere a la Física, estudio de los cuerpos y de sus
propiedades, haciendo abstracción de sus afinidades químicas y orgánicas.
El cuarto se refiere a la química, estudio de las combinaciones y de las
descomposiciones que genera la energía de los átomos.
El quinto se consagra a la Fisiología, que comprende el estudio de la
materia viviente, clasificada en el reino vegetal (Botánica), animal (Zoología) y
humano (Biología).
El sexto se refiere a la Psicología, que se basa tanto en el estudio objetivo
de los cuerpos vivos y de sus manifestaciones psíquicas, como de la
observación interna de los fenómenos intelectuales, emotivos y volitivos.
Por último, el séptimo que se refiere a la Sociología, es decir, a la más
compleja de todas las ciencias, que estudia las leyes según las cuales la
Sociedad nace y evoluciona. Comprende la metafísica de las costumbres, la
cultura del sentimiento y la obra de la libre Libre Masonería.
Dentro de dicho marco simbólico se menciona a la cosmosociología como el escalón más elevado que integra a todas las demás ciencias y disciplinas:
Entre estos ramos, uno de los más importantes, por el cual cualquiera
puede subir incluso hasta un octavo escalón es el de la Cosmo-sociología, es
decir, la ciencia de las religiones, que abraza no solo el estudio de las
asociaciones que constituyen los hombres con un fin religioso, sino el estudio
de las relaciones entre habitantes, reales e irreales, en el Universo, como el
conjunto de seres en la síntesis de los mundos y las relaciones entre el Hombre
y la Naturaleza con el Gran Arquitecto del Universo. 

Oficialmente el creador y principal difusor del concepto es el autor e influencer Khalil Bascary, mencionándolo públicamente por vez primer en el año 2013, en su conferencia “El poder secreto de la mente” brindada en la Universidad Nacional de Tucumán, Argentina. La definición fue publicada ese mismo año en su sitio web, y en mayo del 2016 aparecieron la descripción del concepto y sus principales ideas por primera vez impresas en la revista “La naturaleza en nosotros”. En el año 2019 Khalil Bascary amplió aún más la definición del término y las implicancias de esta disciplina en su obra “La palabra que cambió la historia”.
En el año 2015 Khalil Bascary fundó el Organismo de Investigación de Cosmosociología con el propósito de investigar las leyes del universo y poner a prueba las ideas cosmosociológicas, como así también de desarrollar experimentos y aplicaciones de las mismas en la sociedad. El 30 de octubre de ese año el Organismo de Investigación de Cosmosociología recibió la mención de “Embajada Internacional de Paz” de parte de las fundaciones Mil Milenios de Paz y P.E.A. (Paz, Ecología y Arte) con el aval de la UNESCO. Posteriormente el nombre de la organización cambió a Organismo de Investigación y Aplicación de Cosmosociología (O. I. A. de Cosmosociología).
Desde entonces la cosmosociología y sus aplicaciones aparecen mencionadas en diversos libros, revistas, artículos periodísticos, películas y canciones. Actualmente su enseñanza es difundida en muchos países de América y Europa a través de medios gráficos, audiovisuales y conferencias.